# 佐久間勝之
佐久間 勝之（さくま かつゆき）は、安土桃山時代から江戸時代前期にかけての武将、大名。常陸北条藩主、信濃長沼藩初代藩主。

## 生涯
永禄11年（1568年）、織田氏の家臣・佐久間盛次の四男として生まれる。
天正10年（1582年）、信濃国高遠城攻めに初陣し功名をあげた。はじめ叔父・柴田勝家の養子となったが、後に佐々成政の娘を娶り婿養子となった。なお、『寛永諸家系図伝』（第六）には佐々成政の養子で柴田勝家の婿であったと記している。天正12年（1584年）の末森城の戦いなどに活躍するが、天正13年（1585年）成政が羽柴秀吉（豊臣秀吉）に降伏すると、妻を離縁し、兄・安政（のちの信濃飯山藩主）と共に関東の後北条氏に仕えた。しかし5年後、豊臣氏によって北条氏が滅ぼされたため、しばらく潜伏していたが、後に遠縁にあたる奥山盛昭を通じて秀吉に召し出された。秀吉は蒲生氏郷への付属を命じた。
以後、兄とともに佐久間姓に復し、奥州仕置により会津を領することになった氏郷に仕え、手ノ子の城（現山形県西置賜郡飯豊町手ノ子）を預かった。『佐久間軍記』によれば、葛西大崎一揆の鎮圧で大いに功績を挙げ、その最中に伊達政宗が氏郷を酒席に招き暗殺しようとしたとき、これを察知した勝之は氏郷を逃がしたといわれている。
氏郷死後は秀吉に呼び返され伏見城で秀吉に仕え、信濃国長沼城を賜ったというが実際には発令されなかったらしい。慶長3年（1598年）に秀吉が死去すると、五奉行が徳川家康に伺いを立て、長沼のかわりに近江国山路（現滋賀県東近江市山路町）3,000石を与えられた。
慶長5年（1600年）の関ヶ原の戦いでは東軍に属した。慶長12年（1607年）江戸城内に居を移す。その際に常陸国北条（現茨城県つくば市北条）3,000石を加増され、合計1万石を領し、大名となった。
慶長20年（1615年）大坂夏の陣では豊臣方の将竹田永翁らを討ち取る手柄を挙げたといい、その戦功により信濃国水内郡（現長野県長野市の東北部、上水内郡飯綱町・信濃町の一部）の内と近江国高嶋郡（現滋賀県高島市）の内に加増され、あらためて長沼城を賜り信濃長沼藩1万8,000石の藩祖となった。
寛永5年（1628年）、長く失われていた京都南禅寺の三門が、藤堂高虎の寄進により再建された。この落慶を記念し、勝之により黄金と共に大灯篭が一灯寄進された。佐久間玄蕃の片灯篭と言われる灯篭は高さ6メートル余、銘は南禅寺金地院所縁の以心崇伝によるものとされている。
愛知県名古屋市の熱田神宮の伝に拠れば、寛永7年（1630年）5月、勝之は海難に遭ったが、尾張熱田神宮の加護により一命を助けられた。これに感謝した勝之は同社に大灯篭を一灯寄進した。高さは8メートルほどある。
上野東照宮にある通称「お化け灯籠」は、勝之が寛永8年（1631年）に奉納したものであり、高さは6.06メートルある。
これら京都南禅寺、名古屋熱田神宮、江戸上野東照宮の大灯籠を合わせて「日本三大灯籠」と呼び、全て勝之の寄進である。
寛永11年（1634年）、駿府城加番役を命じられ、在勤中の同年67歳で死去。駿府顕光院に葬る。戒名は初め瓘岩成璨勝之院。後に子孫が江戸二本榎広岳院に墓所を移した際に泰山正安玉鳳院と改めたという。現在顕光院には勝之の墓塔と推定されている五輪塔があり、平成16年には位牌が新調されている。近江高島領の菩提寺幡岳寺（滋賀県高島市）の過去帳には諱が勝正となっている。ちなみに広岳院に墓は現存していない。

## 人物
茶の湯を古田織部に学んだ茶人でもある（茶人系譜）。

## 関連作品
- 吉原実：小説「二口（ふたふり）の左文字」（『北國文華』77号、2018年秋号）
- 吉原実：小説「炎の城」（『北國文華』89号、2021年秋号）
- 吉原実：小説「彼岸花」（『北國文華』１００号、２０２４年夏号）